# Alpbach (Tegernsee)
Alpbach là một con suối ở Bayern, Đức. Nó chạy qua thành phố Tegernsee vào hồ Tegernsee, nước từ đó chảy ra Mangfall.